# Xã Meramec, Quận Crawford, Missouri
Xã Meramec (tiếng Anh: Meramec Township) là một xã thuộc quận Crawford, tiểu bang Missouri, Hoa Kỳ. Năm 2010, dân số của xã này là 3.924 người.